# Podmaršovice
Podmaršovice (dříve též Fremutov) jsou malá vesnice, část městyse Maršovice v okrese Benešov. Nachází se asi 1,5 km na východ od Maršovic. V roce 2009 zde bylo evidováno 6 adres. Osadou protéká Janovický potok, který je levostranným přítokem řeky Sázavy.
Podmaršovice leží v katastrálním území Maršovice u Benešova o výměře 7,69 km².

## Historie
První písemná zmínka o vesnici pochází z roku 1207.
Za druhé světové války se ves stala součástí vojenského cvičiště Zbraní SS Benešov a její obyvatelé se museli 1. dubna 1944 vystěhovat.